# 王佖 (高麗)
上黨侯王佖（韓語：상당후 왕필，？—1099年10月31日（九月十五）），是高麗國第十五任君主肅宗王顒的次子，生母明懿太后柳氏。

## 生平
王俌有同母兄長睿宗王俁、弟弟圓明國師王澄儼、帶方公王俌、大原公王侾、齊安公王偦、通義侯王僑與姊妹大寧宮主、興壽宮主、安壽宮主和福寧宮主。
他在肅宗三年（1098年）受封為守仁輔德佐理功臣、開府儀同三司、檢校太保、守太尉兼尙書令、上柱國、上黨侯（韓語：수인보덕좌리공신 개부의동삼사 검교태보 수태위겸 상서령 상주국 상당후），食邑二千戶。次年（1099年）去世，諡號順殤（순상）。